# National Professional Soccer League
La National Professional Soccer League (NPSL) fue una liga de fútbol profesional entre equipos de Estados Unidos y Canadá. Todos los equipos que participaron en ella eran franquicias nuevas. 
El campeonato solo se celebró durante una temporada, en el año 1967, ya que al año siguiente se fusionó con la United Soccer Association para formar la North American Soccer League.

## Historia
En 1966 un grupo de emprendedores deportivos liderados por Bill Cox y Robert Hermann formaron un consorcio llamado la North American Professional Soccer League (NAPSL) con la intención de formar una liga de fútbol profesional en los Estados Unidos y Canadá. Sin embargo, este fue solo uno de tres grupos con intenciones similares. La NAPSL finalmente se fusionó con uno estos grupos, el National Soccer League, con Richard Millen a su cabeza, para formar el National Professional Soccer League. Un tercer grupo, el United Soccer Association contaba con la aprobación de la Federación de Fútbol de los Estados Unidos y la FIFA. Por esta razón la NPSL fue catalogada como ilegal por parte de la FIFA y los jugadores que firmaran con ella eran sancionados. Pese a esto la NPSL, que ya contaba con un contrato televisivo con la CBS, comenzó a reclutar jugadores y anunció que estaría lista para comenzar en 1967.

## Equipos participantes
| Equipo                | Estadio                         | Propietario                                                |
| --------------------- | ------------------------------- | ---------------------------------------------------------- |
| Atlanta Chiefs        | Atlanta Stadium                 | William Bartholomay (Atlanta Braves)                       |
| Baltimore Bays        | Memorial Stadium                | Jerold Hoffberger (Baltimore Orioles)                      |
| Chicago Spurs         | Soldier Field                   | William B. Cutler, Michael Butler                          |
| Los Angeles Toros     | Los Angeles Memorial Coliseum   | Dan Reeves (Los Angeles Rams)                              |
| New York Generals     | Yankee Stadium                  | RKO General Inc., Elser Enterprises Inc.                   |
| Oakland Clippers      | Oakland-Alameda County Coliseum | Joseph O'Neill, H.T. Hilliard                              |
| Philadelphia Spartans | Temple University Stadium       | Art Rooney (Pittsburgh Steelers)                           |
| Pittsburgh Phantoms   | Forbes Field                    | Peter Block, Richard George (Pittsburgh Penguins)          |
| St. Louis Stars       | Busch Memorial Stadium          | Robert Hermann/Bill Bidwill (St. Louis Cardinals-football) |
| Toronto Falcons       | Varsity Stadium                 | Joseph Peters                                              |

## Tabla de posiciones
Sistema de puntos: 6 puntos por una victoria, 3 por un empate y 1 por marcar más de tres goles en un partido.

### Conferencia Este
| Pos. | Equipos              | PJ | G  | E | P  | GF | GC | Dif. | Pts. |
| ---- | -------------------- | -- | -- | - | -- | -- | -- | ---- | ---- |
| 1    | Baltimore Bays       | 32 | 14 | 9 | 9  | 53 | 47 | +13  | 162  |
| 2    | Philadephia Spartans | 32 | 14 | 9 | 9  | 53 | 43 | +10  | 157  |
| 3    | New York Generals    | 32 | 11 | 6 | 13 | 60 | 58 | +2   | 143  |
| 4    | Atlanta Chiefs       | 31 | 10 | 9 | 12 | 51 | 46 | +6   | 135  |
| 5    | Pittsburgh Phantoms  | 31 | 10 | 7 | 14 | 59 | 74 | -15  | 132  |

     Clasifica a la final.

### Conferencia Oeste
| Pos. | Equipos           | PJ | G  | E  | P  | GF | GC | Dif. | Pts. |
| ---- | ----------------- | -- | -- | -- | -- | -- | -- | ---- | ---- |
| 1    | Oakland Clippers  | 32 | 19 | 5  | 8  | 64 | 34 | +13  | 185  |
| 2    | St. Louis Stars   | 32 | 14 | 7  | 11 | 54 | 57 | -3   | 156  |
| 3    | Chicago Spurs     | 32 | 10 | 11 | 11 | 50 | 55 | -5   | 142  |
| 4    | Toronto Falcons   | 32 | 10 | 5  | 17 | 59 | 70 | -11  | 127  |
| 5    | Los Angeles Toros | 32 | 7  | 10 | 15 | 42 | 61 | -19  | 114  |

     Clasifica a la final.

## Final
| 3 de septiembre de 1967 | Baltimore Bays     | 1:0 (0:0) | Oakland Clippers | Memorial Stadium, Baltimore, Maryland                       |                                                             |
|                         | Dennis Viollet 71' |           |                  | Asistencia: 16.619 espectadores Árbitro(s): Walter Crossley | Asistencia: 16.619 espectadores Árbitro(s): Walter Crossley |

| 9 de septiembre de 1967 | Oakland Clippers                                   | 4:1 (3:1) | Baltimore Bays    | Oakland-Alameda County Coliseum, Oakland, California      |                                                           |
|                         | Dragan Djukic 27' 35' 38' (pen.) · Edgar Marín 58' |           | 41' Guy Saint-Vil | Asistencia: 9.037 espectadores Árbitro(s): Mike Ashkenazi | Asistencia: 9.037 espectadores Árbitro(s): Mike Ashkenazi |

| Bandera de Estados Unidos |
| Campeón Oakland Clippers  |

## Goleadores
| Jugador      | Equipo            | Goles | Puntos |
| ------------ | ----------------- | ----- | ------ |
| Yanko Daucik | Toronto Falcons   | 20    | 48     |
| Willy Roy    | Chicago Spurs     | 17    | 39     |
| Rudi Kolbi   | St. Louis Stars   | 14    | 36     |
| Eli Durante  | Los Angeles Toros | 5     | 35     |

## Premios

### Reconocimientos individuales
- Jugador más valioso

 Rubén Navarro (Philadelphia Spartans)
- Novato del año

 Willy Roy (Chicago Spurs)

## Jugadores notables de la NPSL
| - Walter Chyzowych - Bob Gansler - Pat McBride - Ilija Mitic - Willy Roy - Edgar Marín - Terry Adlington - Ron Newman - Dennis Viollet | - Eric Barber - Bill Brown - Yanko Daucik - Juan Santisteban - Salvador Reyes Monteón - Co Prins - Peter McParland - Vic Crowe - Phil Woosnam |